# Kościół w Endre
Kościół w Endre – świątynia należąca do diecezji Visby Kościoła Szwecji. Znajduje się w centralnej części Gotlandii.

## Architektura
Widoczna obecnie świątynia poprzedzona była starszym kościołem romańskim. Z tego starszego kościoła zachowała się jedynie wieża, zbudowana w XII wieku i podwyższona w XIV wieku. W nowszej budowli ponownie wykorzystano kilka kamiennych rzeźb, m.in. rzeźbę smoka oraz lwa, wmurowane w południową ścianę świątyni. Prezbiterium i zakrystia pochodzą z XIII wieku, zaś nawa z początków XIV wieku. Budulcem była skała wapienna.
Od zewnątrz kościół zdobią rzeźbione portale, wykonane zarówno w stylu romańskim, jak i gotyckim.

## Wnętrze

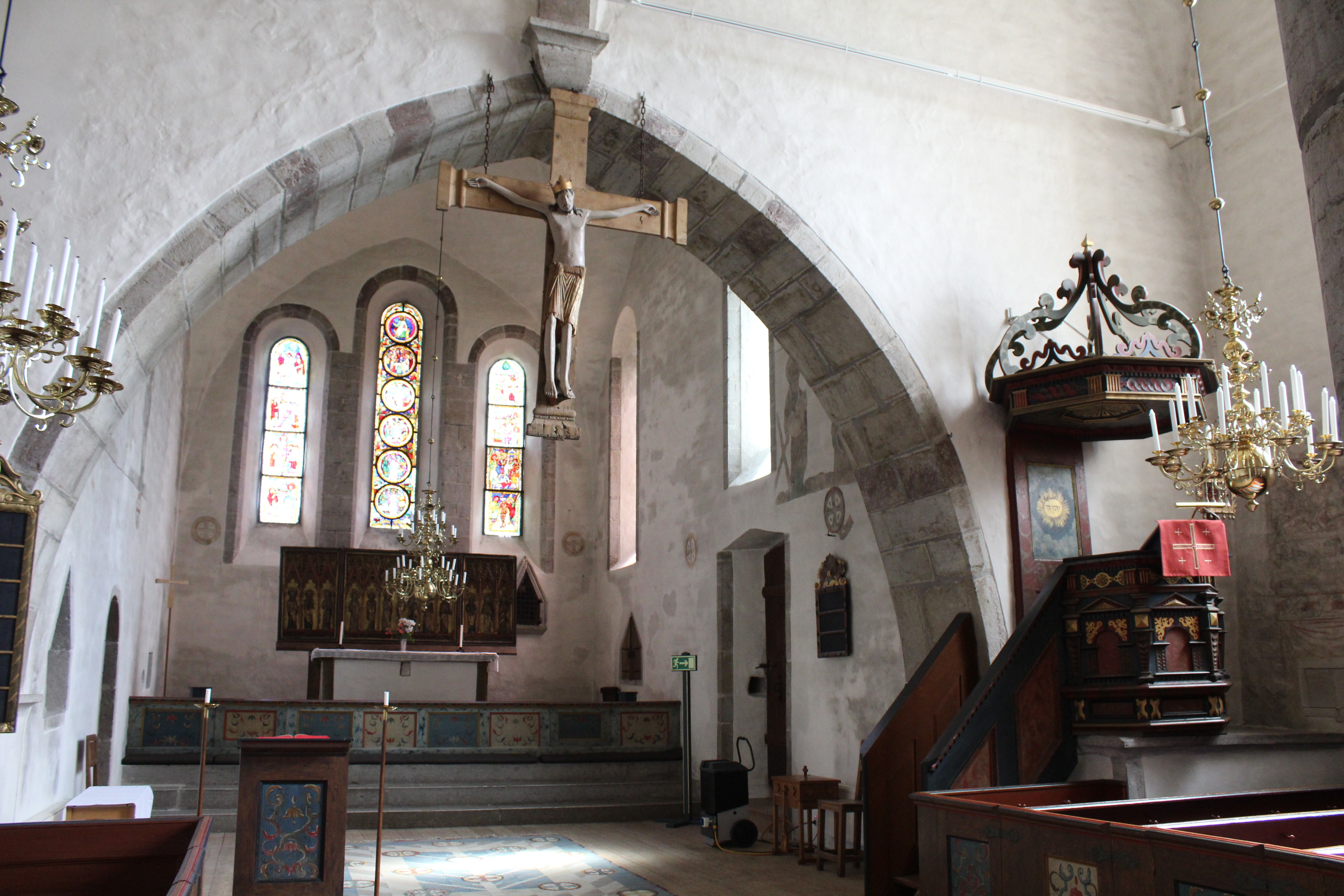
Wnętrze kościoła

Z kolei we wnętrzu świątyni zobaczyć można średniowieczne malowidła wykonane przez Mistrza Męki Pańskiej w połowie XV wieku. Odkryto je podczas renowacji w 1915 roku. W kościele zachowało się także kilka średniowiecznych witraży. Z tego samego czasu – z końca XIV wieku – pochodzi także ołtarz oraz zachowane tabernakulum. Krzyż triumfalny datowany jest na około 1300 rok. Bogato zdobiona romańska chrzcielnica z XII wieku to prawdopodobnie dzieło Hegvalda. Ambona powstała w 1668 roku. W świątyni znajdują się także naczynia liturgiczne pochodzące z okresu od XV do XVIII wieku.
Świątynia położona jest na cmentarzu otoczonym niskim murem z wapienia, w którym zachowała się średniowieczna brama.